# Jiří Kopáč
Jiří Kopáč (Praga, Checoslovaquia, 23 de febrero de 1982) es un deportista checo que compite en remo.
Ganó una medalla de bronce en el Campeonato Mundial de Remo de 2022 y cinco medallas en el Campeonato Europeo de Remo entre los años 2008 y 2018.

## Palmarés internacional
| Campeonato Mundial | Campeonato Mundial       | Campeonato Mundial | Campeonato Mundial        |
| Año                | Lugar                    | Medalla            | Prueba                    |
| ------------------ | ------------------------ | ------------------ | ------------------------- |
| 2022               | Račice (República Checa) | Medalla de bronce  | Dos sin timonel ligero    |
| Campeonato Europeo |                          |                    |                           |
| Año                | Lugar                    | Medalla            | Prueba                    |
| 2008               | Maratón (Grecia)         | Medalla de bronce  | Cuatro sin timonel ligero |
| 2011               | Plovdiv (Bulgaria)       | Medalla de plata   | Cuatro sin timonel ligero |
| 2013               | Sevilla (España)         | Medalla de plata   | Cuatro sin timonel ligero |
| 2017               | Račice (República Checa) | Medalla de bronce  | Cuatro sin timonel ligero |
| 2018               | Glasgow (Reino Unido)    | Medalla de plata   | Cuatro scull ligero       |